# Eressa lutulenta
Eressa lutulenta är en fjärilsart som beskrevs av Pieter Cornelius Tobias Snellen. Eressa lutulenta ingår i släktet Eressa och familjen björnspinnare. Inga underarter finns listade i Catalogue of Life.